# Fritz Netzler

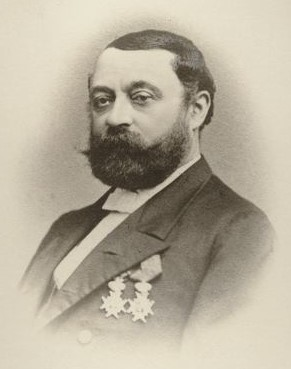
Joachim Fredrik (Fritz) Netzler.

Joachim Fredrik (Fritz) Netzler, född 11 november 1808 i Flensburg, död 18 juli 1881 i Helsingborg, var en tysk-svensk läkare.
Netzler blev student i Kiel 1828, avlade examen anatomiæ-chirurgiæ och medicinæ-practicæ i Köpenhamn 1834, blev medicine doktor i Jena 1841 och kirurgie magister vid Karolinska institutet i Stockholm 1847. Han blev praktiserande läkare i Ystad 1835, var stadsläkare i Helsingborg 1848–78, läkare vid hälsobrunnen Hälsan där 1848–54 och intendent vid Ramlösa hälsobrunn 1854–73.